# Leucauge virginis
Leucauge virginis este o specie de păianjeni din genul Leucauge, familia Tetragnathidae. A fost descrisă pentru prima dată de Strand, 1911. Conform Catalogue of Life specia Leucauge virginis nu are subspecii cunoscute.